# Едріанн Палікі
Е́дріанн Палі́кі (англ. Adrianne Palicki; нар. 6 травня 1983, Толідо, Огайо, США) — американська акторка та модель. Відома своїми головними ролями Тайри Коллетт у спортивному драматичному серіалі NBC Friday «Нічні вогні п'ятниці» (2006–2011), Боббі Морс у супергеройському драматичному серіалі ABC «Агенти Щ.И.Т. (2014–2016) і як командирка Келлі Грейсон у науково-фантастичному комедійно-драматичному серіалі Fox/Hulu «Орвілл» (2017–2022).

## Біографія
Едріанн Палікі народилася 6 травня 1983 року в місті Толідо, штат Огайо. Батько, Джефрі Артур Палікі (оригінальне «Паліцкі») має польсько-угорське походження, корені її матері, Ненсі Лі Палікі (до шлюбу Френч), — у Німеччині та Англії. Має старшого брата Еріка, автора коміксів.
Закінчила середню школу Вітмера (2001) в Толідо. Деякий час працювала в сендвіч-кафе, потім спробувала кар’єру фотомоделі, співпрацювала з журналом Maxim. З 2003 року почала зніматися в кіно.

## Особисте життя
У 2013 році зустрічалася з партнером по знімального майданчику фільму «G.I. Joe: Атака Кобри 2», актором Д. Дж. Конторною.
Восени 2014 року заручилася з каскадером Джексоном Спіделлом, з яким співпрацювала над фільмом «Джон Вік». Наступного року заручини були скасовані.
У січні 2019 року заручилася зі Скоттом Граймсом, партнером по серіалу «Орвілл». 19 травня 2019 року пара одружилася в Остіні, Техас. Через два місяці, в липні 2019-го, Палікі подала на розлучення. Проте наприкінці листопада з'явилася інформація про відновлення стосунків. Вдруге Палікі подала на розлучення 16 липня 2020 року. 
Має целіакію, генетичне аутоімунне захворювання. 

## Фільмографія
| Рік       |    | Українська назва                    | Оригінальна назва                                                 | Роль                                              |
| --------- | -- | ----------------------------------- | ----------------------------------------------------------------- | ------------------------------------------------- |
|           | с  |                                     | Pretty Vacant (мінісеріал)                                        | Марина                                            |
| 2017—2020 | с  | Орвілл                              | The Orville                                                       | командер Келлі Грейсон (головна роль)             |
| 2007—2019 | мс | Робоцип                             | Robot Chicken                                                     | різні голоси (8 епізодів)                         |
| 2017      | кф | Це має бути легко                   | It's Supposed to be Easy                                          | Кріс                                              |
| 2017      | ф  | Спецназ: В облозі                   | S.W.A.T.: Under Siege                                             | Елен Дваєр                                        |
| 2016      | кф | Marvel: Найрозшукуваніші            | Marvel's Most Wanted                                              | Боббі Морс / Пересмішниця                         |
| 2016      | кф |                                     | The Black Eyed Peas: #WHERESTHELOVE (Feat. The World) (відеокліп) | камео                                             |
| 2014—2016 | с  | Агенти Щ.И.Т.                       | Agents of S.H.I.E.L.D.                                            | Боббі Морс / Пересмішниця (31 епізод)             |
| 2015      | ф  |                                     | Baby, Baby, Baby                                                  | Санні                                             |
| 2014      | тф | Ось чому ти самотня                 | This Is Why You're Single                                         | Марія                                             |
| 2014      | с  | Мій хлопчик                         | About a Boy                                                       | лікарка Саманта Лейк (10 епізодів)                |
| 2014      | ф  | Джон Вік                            | John Wick                                                         | міс Перкінс                                       |
| 2014      | ф  | Лікар-таксист                       | Dr. Cabbie                                                        | Наталі Вілмен                                     |
| 2014      | с  | П'яна історія                       | Drunk History                                                     | детектив Кейт Варне                               |
| 2014      | с  | Від заходу до світанку              | From Dusk Till Dawn: The Series                                   | Ванесса Стайлз (2 епізоди)                        |
| 2013      | ф  | Кавове містечко                     | Coffee Town                                                       | Бекка                                             |
| 2013      | ф  | G.I. Joe: Атака Кобри 2             | G.I. Joe: Retaliation                                             | Джей                                              |
| 2012      | ф  | Невловимі                           | Red Dawn                                                          | Тоні Волш                                         |
| 2011      | кф | Хвилі                               | Waves                                                             | дівчина                                           |
| 2011      | тф | Диво-жінка                          | Wonder Woman                                                      | Діана Прайс / Диво-жінка                          |
| 2006—2011 | с  | Нічні вогні п'ятниці                | Friday Night Lights                                               | Тайра Коллет (50 епізодів, у титрах — 52 епізоди) |
| 2011      | с  | Криміналісти: мислити як злочинець  | Criminal Minds                                                    | Сідні Меннінг (1 епізод)                          |
| 2010      | тф | Robot Chicken: Star Wars III        | Робоцип: Зоряні війни. Епізод III                                 | різні голоси: Падме Амідала / Джессіка / жінка    |
| 2010      | с  | Самотня зірка                       | Lone Star                                                         | Кішка Тетчер (5 епізодів)                         |
| 2010      | ф  | Електра Luxx                        | Elektra Luxx                                                      | Голлі Рокет                                       |
| 2010      | ф  | Легіон                              | Legion                                                            | Чарлі                                             |
| 2010      | мс | Гріфіни                             | Family Guy                                                        | Тіффані Тіссен (голос), 1 епізод                  |
| 2009      | мс | Титан Максимум                      | Titan Maximum                                                     | Клер (голос), 4 епізоди                           |
| 2005—2009 | с  | Надприродне                         | Supernatural                                                      | Джессіка Мур (4 епізоди)                          |
| 2009      | с  | C.S.I.: Місце злочину Маямі         | CSI: Miami                                                        | Маріса Діксон (1 епізод)                          |
| 2009      | ф  | Жінки в біді                        | Women in Trouble                                                  | Голлі Рокет                                       |
| 2008      | тф | Robot Chicken: Star Wars Episode II | 2008 Робоцип: Зоряні війни. Епізод II                             | різні голоси: Падме Амідала / Джессіка / Лексі    |
| 2007      | с  | Зимові казки (міні-серіал)          | Winter Tales                                                      | Дівчина з омелою (3 епізоди, немає в титрах)      |
| 2006      | кф |                                     | Aquaman                                                           | Надя                                              |
| 2006      | ф  | 7 мумій                             | Seven Mummies                                                     | Ізабель                                           |
| 2006      | с  | Південний пляж                      | South Beach                                                       | Бріана (8 епізодів)                               |
| 2005      | ф  | Поп-зірка                           | Popstar                                                           | Вітні Еддісон                                     |
| 2005      | с  | Північний берег                     | North Shore                                                       | Ліза Раднік (2 епізоди)                           |
| 2004      | тф | Робінсони: Загублені у космосі      | The Robinsons: Lost in Space                                      | Джуді Робінсон                                    |
| 2004      | с  | CSI: Місце злочину                  | CSI: Crime Scene Investigation                                    | Міранда (1 епізод)                                |
| 2004      | с  | П'ятернята                          | Quintuplets                                                       | Джессіка Гейгер (1 епізод)                        |
| 2004      | с  | Таємниці Смолвіля                   | Smallville                                                        | Кара / Ліндсі Гаррісон (1 епізод)                 |
| 2003      | кф | Як повернути Рейчел                 | Getting Rachel Back                                               | Рейчал (указана як Енні Палікі)                   |
| 2003      | кф | Рерайт                              | Rewrite                                                           | дівчина (указана як Енні Палікі)                  |